# Pyrinia charisaria
Pyrinia charisaria är en fjärilsart som beskrevs av Charles Oberthür 1912. Pyrinia charisaria ingår i släktet Pyrinia och familjen mätare. Inga underarter finns listade.